# Sobetinci
Sobetinci este o localitate din comuna Markovci, Slovenia, cu o populație de 181 de locuitori.